# Čeka (lov)
Čeka služi za osmatranje divljači i lov obično na visoku divljač i divlje svinje. Često ima oblik uređene (ponekad natkrivene) promatračnice podignute na stupove i izgrađene od drveta. Može biti i improvizirana.
U istočnoj Hrvatskoj čeka ima u šumskim lovištima (npr. u šumi Haljevo kod Belog Manastira). Obično se podižu na mjestima gdje se ukrštaju šumske prosjeke, ali mogu biti podignute na pogodnim mjestima (uz rubove livada ili uz rijeke) i u lovištima izvan šuma.